# ブッシャー・インターナショナル
ブッシャー・インターナショナル(英: Beuchat International)は、フランスの水中装備品メーカー。ダイビング器材やスピアフィッシング用の装備を製造しており、プロ用・軍事用の製品も手がける。1934年創業、本社はマルセイユ。

## 沿革

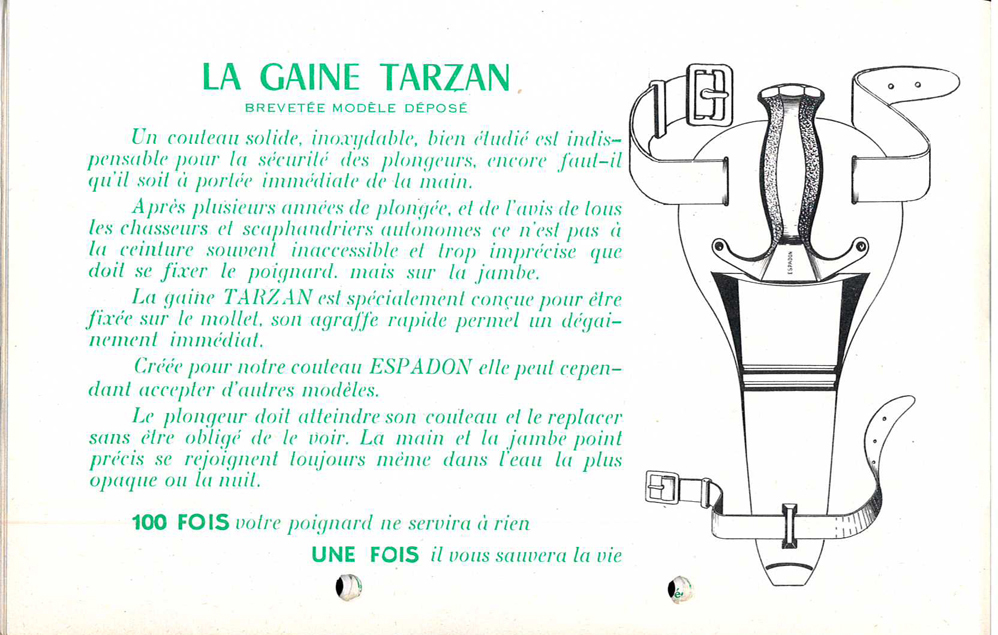
1950年, Tarzan Calf Cover

1934年、スイスの時計職人の一家で育ったジョルジオ・ブッシャーによってマルセイユで創業。ジョルジオ・ブッシャーは1948年にフランス水中連盟（French Underwater Federation）の共同創立者となる。
1982年にスペインの富豪アルバレス・デ・トレド一族に売却され、2002年にMargnat一族が引き継いでいる。
会社名は創業以来何度か変化しており、ペッシュ・スポーツ、ブッシャー、ブッシャーサブ、そして現在のブッシャー・インターナショナルとなっている。
全ての商品に刻印されているカジキマークのロゴは、70年代にジョルジオ・ブッシャーによって制作された。

## 主要製品の歴史

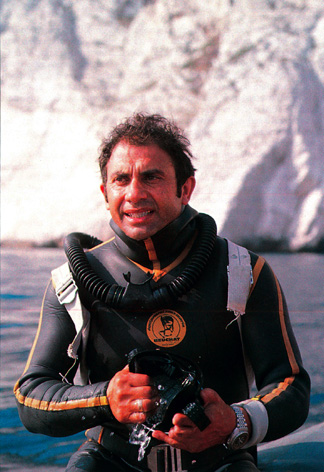
1963年, Albert Falco in Tarzan wetsuit

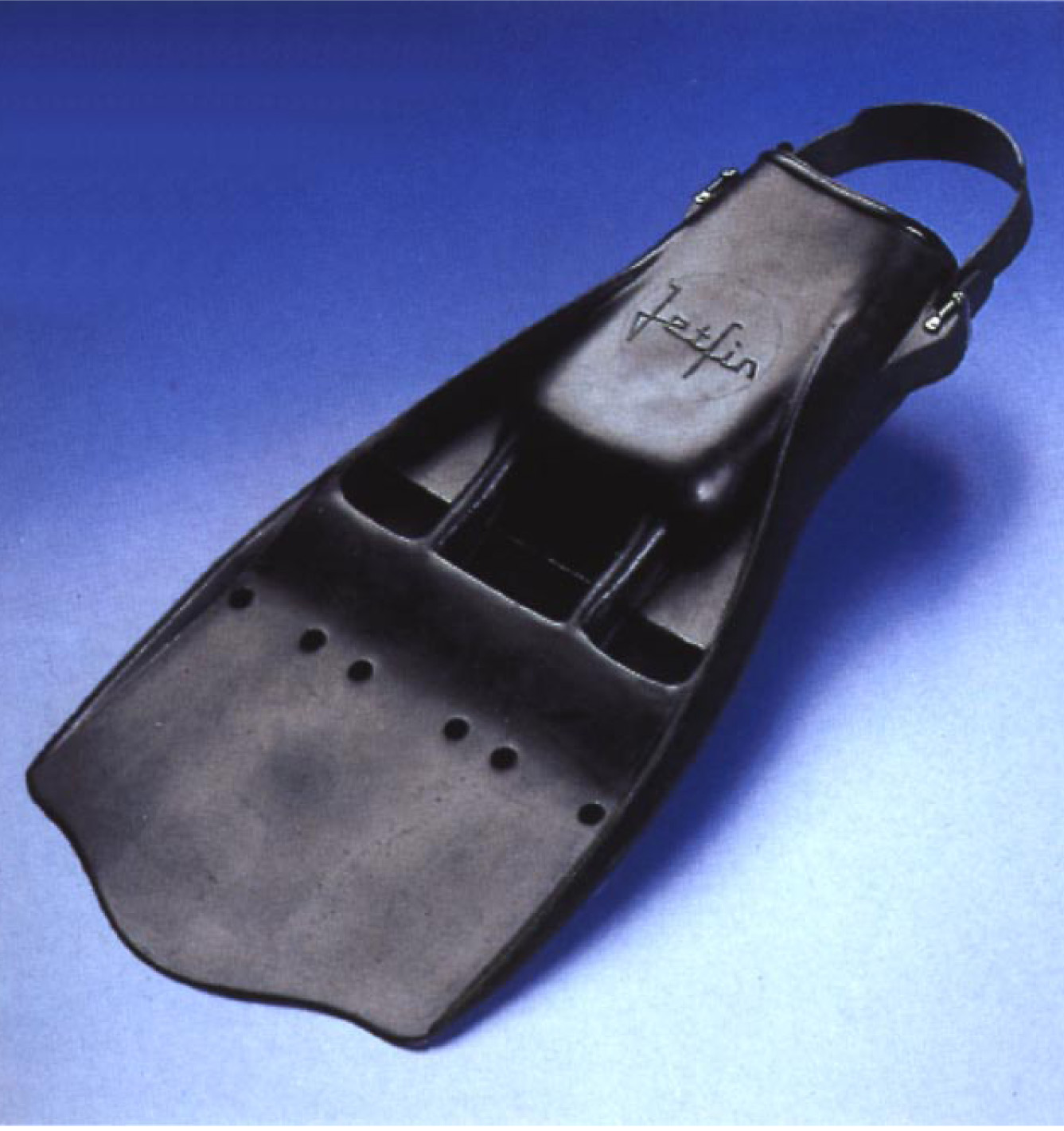
1964年, Adjustable Jetfins

- 1947: Tarzan Speargun
- 1948: Surface Buoy
- 1950: Tarzan camera housing
- 1950: Tarzan calf cover
- 1953: 1st isothermic wetsuit
- 1958: Compensator (single-window mask)
- 1960: Espadon nervure fins
- 1963: Tarzan wetuit
- 1964: Jetfins (1st vented fins. 100,000 units sold in the first few years)
- 1975: Marlin speargun
- 1978: Atmos regulator
- 1985: Lyfty ruff buoy
- 1986: Aladin computer distribution
- 1990: Cavalero purchasing
- 1993: Oceane buoy
- 1998: CX1, 1st French diving computer (Comex Algorythm, French Labor Ministry certified)
- 2001: Mundial Spearfishing fins
- 2007: Focea Comfort II wetuist
- 2007: Power Jet fins
- 2008: BCD Masterlift Voyager
- 2009: VR 200 Evolution regulator
- 2009: 75th brand anniversary. Anniversary wetsuit limited edition release.

## タイトル
ブッシャーはスピアフィッシングの装備品製造で、Pedro Carbonell, Sylvain Pioch, Pierre Roy, Ghislain Guillou and Vladimir Dokuchajevのような競争相手と共に、多数のタイトルを取得している。

## その他

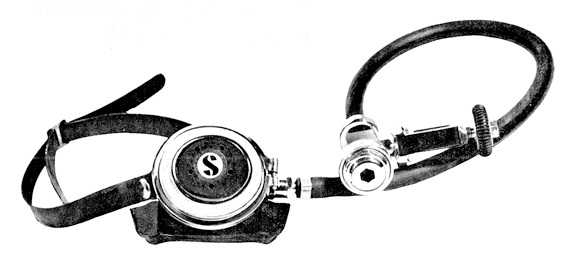
1961年, Souplair Regulator

- ジョルジオ・ブッシャーは1961年にエクスポーテーション・アワード(輸出賞)を受賞した。
- Scubaproのロゴ「S」は「souplair」レギュレータの「S」を抜粋したものである。